# Підкладка (мінералогія)
Підкла́дка (рос. подложка, англ. lining, substrate, backing, нім. Unterfutter n) — у мінералогії — основа, на якій відбуваються зародження й ріст мінеральних індивідів та їх агрегатів.
Підкладкою можуть бути як кристали тих самих видів, що зародилися раніше, так і інші кристали, а також стінки різноманітних порожнин.